# Ходырев, Сергей Леонидович
Сергей Леонидович Ходырев (16 ноября 1962) — советский и украинский футболист, защитник.

## Биография
Дебютировал во взрослых соревнованиях в 1980 году в составе никопольского «Колоса» в первой лиге, сыграв один матч. Затем выступал за «Уралец» (Нижний Тагил), снова за «Колос», запорожское «Торпедо» и «Ворсклу». В составе клуба из Полтавы провёл более 200 матчей во второй лиге.
После распада СССР сыграл один матч в Кубке Украины за «Ворсклу», после чего вернулся в Никополь и выступал за местный «Металлург» в первой лиге Украины.
В начале 1993 года перешёл в речицкий «Ведрич», где за два неполных сезона сыграл 30 матчей и забил один гол в высшей лиге Белоруссии. Автором гола стал 10 сентября 1993 года в матче против брестского «Динамо» (1:1). Финалист Кубка Белоруссии 1992/93.
В 1994—1996 годах играл в третьей лиге России за «Кубань» (Славянск-на-Кубани). Завершил карьеру в 1997 году в клубе «Горняк-Спорт» (Комсомольск).
После окончания игровой карьеры работал детским тренером в Полтаве, в ДЮСШ «Ворскла» и «Молодёжь». Среди его воспитанников — Андрей Пятов, Артём Громов, Владимир Чеснаков, Олег Баранник и другие. В 2014 году входил в тренерский штаб клуба «Карловка». Принимал участие в матчах ветеранов.